# Valfar
Terje "Valfar" Bakken, född den 3 september 1978 i Sogndal, Norge, död den 14 januari 2004 i samma ort, var frontfigur och grundare till det norska black metal/folk metal-bandet Windir.

## Biografi
Bakken växte upp i Sogndal och intresserade sig för stadens lokala historia, vilket inspirerade en del av hans låttexter. Han spelade som barn dragspel men gick senare över till att spela Black metal.

### Windir
Bakken grundade Windir 1994 som ett (nästan) enmansprojekt. Till en början sjöngs låtarna på sognamål. Innan bandet 1997 genom det norska skivbolaget Head Not Found släppte sitt första studioalbum, Sóknardalr, spelades två demos in, "Sogneriket" och "Det Gamle Riket". Två år senare släpptes det andra studioalbumet, Arntor, genom samma skivbolag.
År 2001 slogs Windir och Ulcus från samma ort, vars medlemmar Valfar kände sedan barnsben, ihop. Samma år släpptes Windirs tredje studioalbum, 1184.
År 2003 släpptes det fjärde och sista studioalbumet innan Valfars död, Likferd.

### Död
Den 14 januari 2004 avled Bakken av hypotermi under en snöstorm när han gick till sina föräldrars stuga i Fagereggi. Kroppen hittades tre dagar senare.
I mars 2004 lade Windir officiellt ned.